# Райлян, Александр Максимович
Алекса́ндр Макси́мович Райля́н (род. 19 апреля 1954, с. Молдаванское Крымского района Краснодарского края) — Герой Советского Союза (1988), полковник (1991), заслуженный военный лётчик Российской Федерации (1995).

## Биография
Родился 19 апреля 1954 года в селе Молдаванское Крымского района Краснодарского края. Молдаванин. В 1971 году окончил 10 классов школы.
В армии с июля 1971 года. В 1974 году окончил Саратовское военное авиационное училище лётчиков. Служил в ВВС лётчиком и командиром вертолёта, командиром звена (в Прикарпатском военном округе).
Участник боевых действий в Афганистане: в феврале-октябре 1983 года — командир отряда вертолётов Ми-8 302-й отдельной вертолётной авиаэскадрильи. Совершил в этот период 284 боевых вылета на вертолёте Ми-8МТ для десантирования бойцов и эвакуации раненых.
После возвращения из Афганистана продолжал службу в ВВС командиром звена, заместителем командира и командиром авиаэскадрильи вертолётов (в Прикарпатском военном округе).
В августе 1986 — июне 1987 года вновь участвовал в боевых действиях в Афганистане в должности командира 2-й авиаэскадрильи 335-го отдельного вертолётного полка. Совершил в этот период 410 боевых вылетов (из них 135 — ночью) на вертолёте Ми-8МТ, высадил 600 десантников и эвакуировал более 100 раненых. Участвовал в операциях в провинциях Кабул, Газни, Пактия, Кунар, Нангархар и Лагман. Авиаэскадрилья под его командованием выполнила около 6000 боевых вылетов, высадила более 7500 десантников, перевезла 670 тонн боеприпасов и продовольствия, эвакуировала около 300 раненых.
За умелое командование авиаэскадрильей, мужество и героизм, проявленные при выполнении интернационального долга, указом Президиума Верховного Совета СССР от 25 февраля 1988 года подполковнику Райляну Александру Максимовичу присвоено звание Героя Советского Союза с вручением ордена Ленина и медали «Золотая Звезда».
В 1987—1992 годах — командир авиаэскадрильи, заместитель командира и командир 340-го Отдельного транспортно-боевого вертолётного полка (Прикарпатский военный округ).

В феврале 1990 года, в связи с обострением межнациональных отношений в Азербайджанской ССР, находился с полком в полном составе на аэродроме Кюрдамир.
В 1992 году заочно окончил Военно-воздушную академию имени Ю. А. Гагарина (Монино).
Совершал вылеты в Чернобыльскую зону, принимал участие в миротворческих операциях на территории Абхазии, Югославии (Косово), в миссии ООН в Анголе и Сьерра-Леоне.
В 1992—1994 годах — старший лётчик-инспектор отдела боевой подготовки Управления Авиации Сухопутных войск. С 1994 года — заместитель начальника, а в 1995—1999 годах — начальник отдела боевой подготовки Управления Авиации Сухопутных войск (с декабря 1997 года — Управления Армейской авиации). В июле — августе 1993 года участвовал в боевых действиях в Таджикистане, в ноябре-декабре 1994, январе — феврале 1995 и мае 1996 года — в боях в Чечне. В 1999—2003 годах — заместитель начальника боевой подготовки Управления Армейской авиации. С мая 2003 года полковник Райлян А. М. — в запасе.
За годы службы Александр Райлян совершил более 1100 боевых вылетов. Освоил вертолёты: Ми-1, Ми-4, Ми-8, Ми-6, Ми-22, Ми-26, Ка-27 и их модификации.
Член Центрального Комитета КПСС в 1990—1991 годах.
Живёт в Москве.

## Награды и почётные звания
- Герой Советского Союза (25.02.1988);
- орден Мужества (23.08.1996);
- орден Ленина (25.02.1988);
- орден Красной Звезды (24.08.1983);
- орден «За службу Родине в Вооружённых Силах СССР» 2-й степени (25.05.1987);
- орден «За службу Родине в Вооружённых Силах СССР» 3-й степени (27.12.1982);
- медали;
- иностранные награды;
- Заслуженный военный лётчик Российской Федерации (11.05.1995).